# Rue de l'Abbé-Laurent-Remillieux
La rue de l'Abbé-Laurent-Remillieux est une courte voie du quartier de Laënnec dans le 8e arrondissement de Lyon, en France.

## Situation
D'orientation sud-ouest / nord-ouest, la rue de l'Abbé-Laurent-Remillieux relie les rues Laënnec et Volney.

## Accessibilité
La rue est desservie par la station Laënnec de la ligne D du métro de Lyon, par la station Ambroise-Paré des lignes T2 et T5 du tramway et les lignes de bus    aux arrêts A. Paré-Laënnec et Longefer

## Odonymie
Elle porte le nom du religieux catholique progressiste Laurent Remilleux (1882-1949) ou « Remillieux » selon les sources , qui fonda la paroisse de Saint-Alban, dont l'église, Notre-Dame-Saint-Alban, est située dans cette rue. Le quartier porte lui-même anciennement le nom de Saint-Alban, en raison de l'ancienne chapelle de ce nom présente dans le quartier.

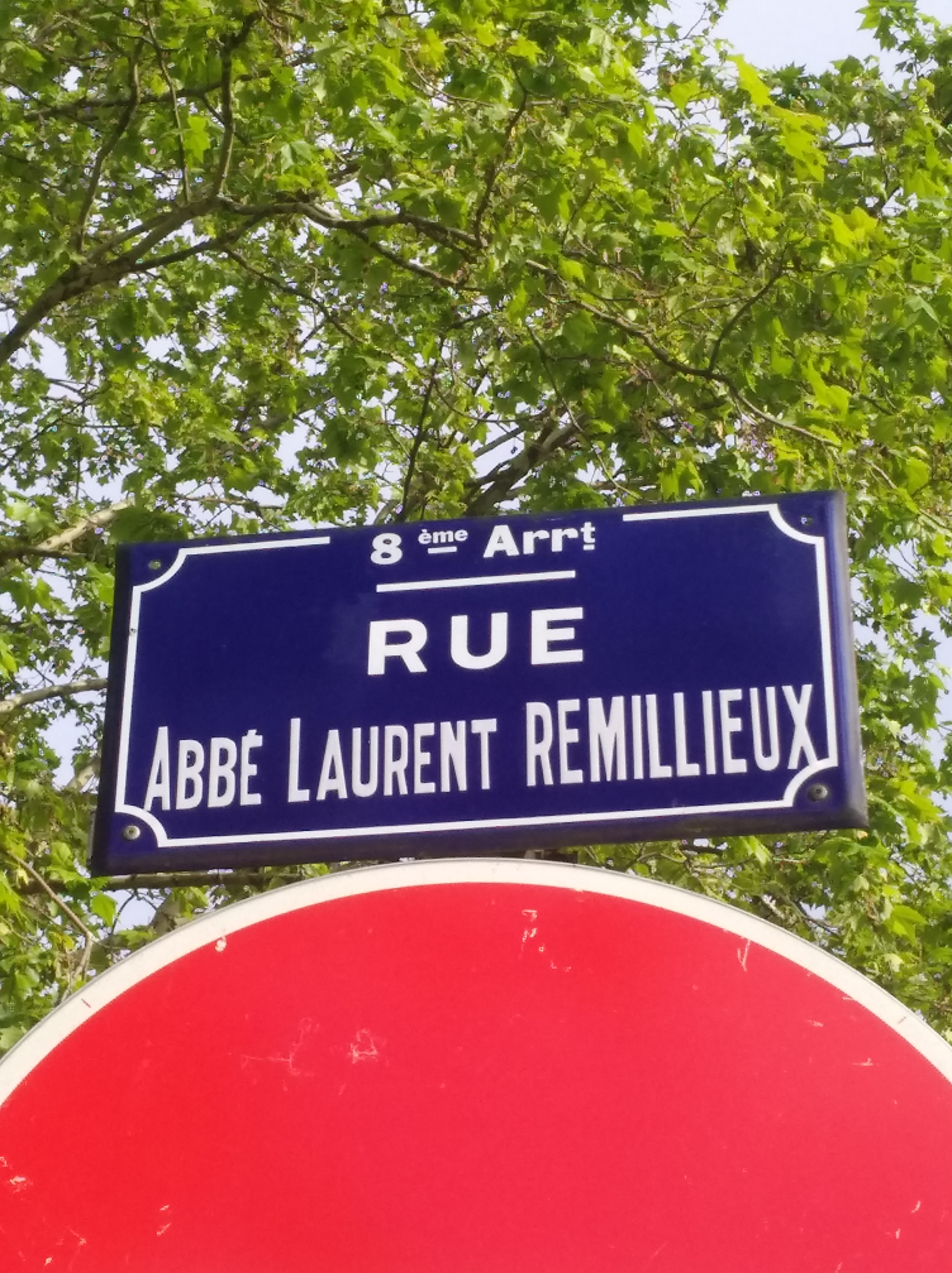
Plaque de rue en 2019, avec l'orthographe Remillieux.

## Historique
Cette voie, dite « nouvelle » par Maurice Vanario, se voit attribuer son nom le 7 novembre 1960. Pour autant, Jean Pelletier précise que cette rue s'appelait antérieurement à cette date la « rue du Père-Chevrier ». Ce dernier, fondateur du Prado, se voit attribuer, à cette même date du 7 novembre 1960 une rue dans le 7e arrondissement dans le quartier dit « du Prado », la rue du Père-Chevrier.

## Description
La rue ne comporte qu'un seul numéro, le 2, qui correspond à l'église Notre-Dame-Saint-Alban, achevée en 1924.

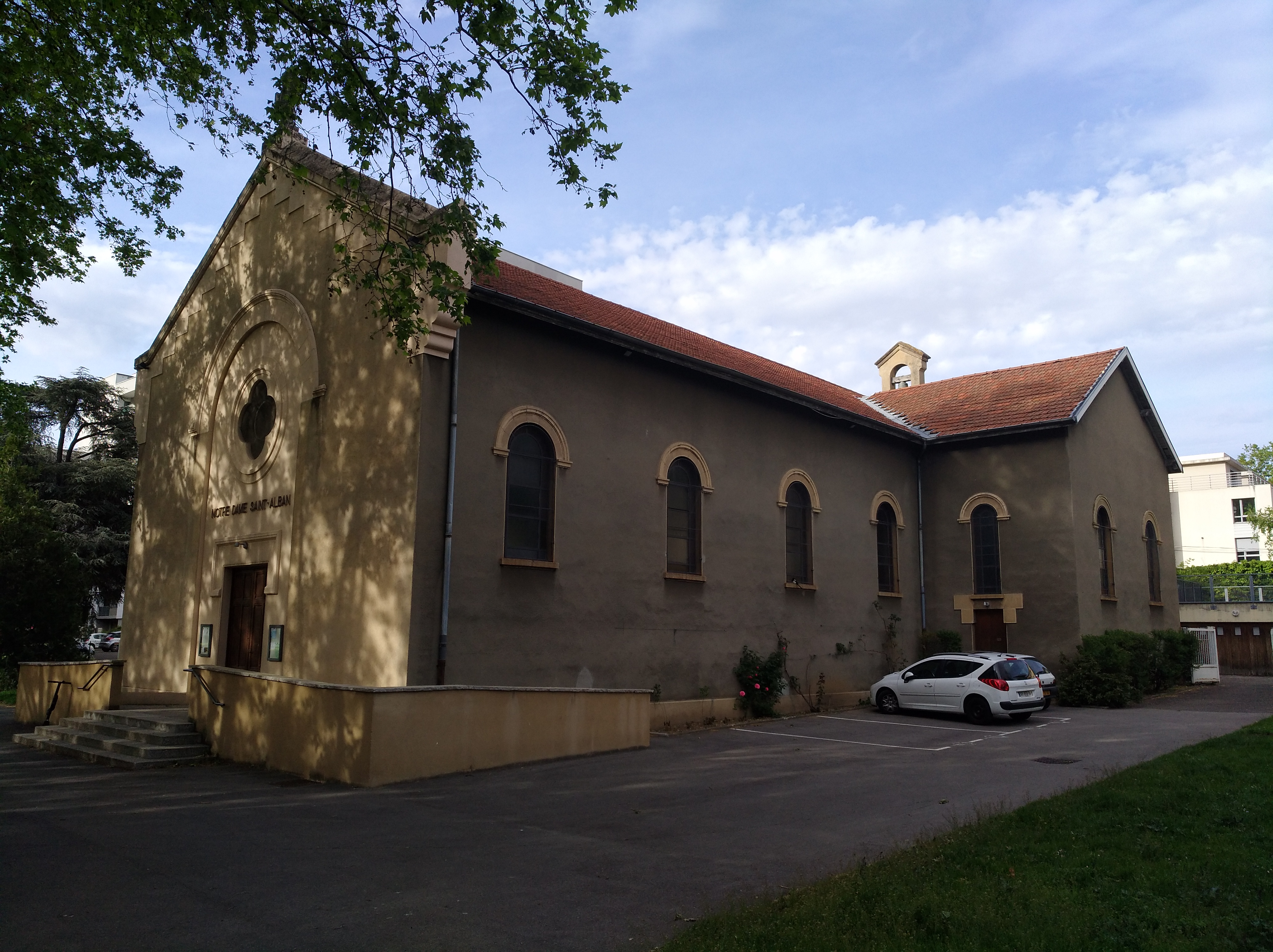
Façade sud-ouest et latéral sud-est de l'église Notre-Dame-Saint-Alban en 2019. Le latéral nord-ouest longe la rue de l'Abbé-Laurent-Remillieux.
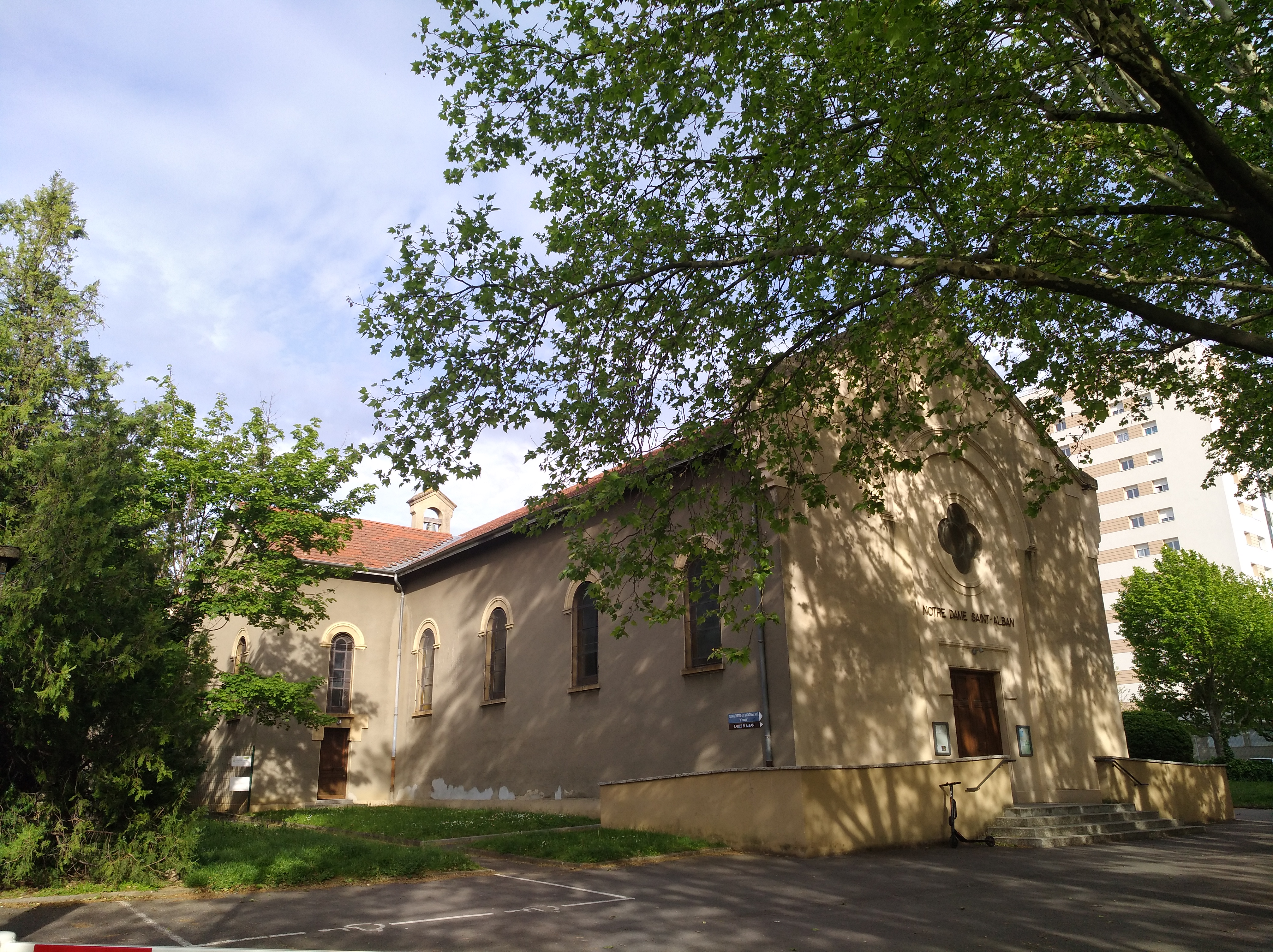
Vue d'ensemble de l'église, depuis l'angle des rues Laënnec et de l'Abbé-Laurent-Remillieux.